# 温泉街道 (青岛市)
温泉街道是中国山东省青岛市即墨区下辖的一个街道。

## 行政区划
温泉街道下辖东温泉村、东夼村、西夼村、西温泉村、荆疃村、何家庄村、梅家庄村、山里村、西四舍村、东四舍村、丁戈庄村、麻戈庄村、南行村、掖杖村、东山沟村、刘家山村、南黄埠村、中黄埠村、北黄埠村、小海南村、大海南村、盐店村、前海东村、后海东村、七沟村、东扭河头村、西扭河头村、唐家庄村、臧村、东皋虞村、西皋虞村、石棚村、石泉庄村、演洪沟村、东埠头村、东石桥村、南北行村、北北行村、宫家庄村、西石桥村、西埠头村、峡后村、东杨戈庄村、西杨戈庄村、社生东崖村、社生前集村、社生后街村、西山村、北小峨村、南小峨村、东王圈村、徐家村、小王圈村。